# Монумент Перемоги (Мінськ)
Монумент Перемоги (біл. Манумент Перамогі, рос. Монумент Победы) — радянський монумент-обеліск на честь вояків Червоної Армії, радянських партизанів і підпільників періоду німецько-радянської війни в місті Мінську.

## Загальні дані
Монумент Перемоги споруджений у мінському середмісті — у середині площі Перемоги, і є, таким чином, центром великого архітектурного ансамблю. Монумент добре проглядається з багатьох точок прилеглого району та парку біля річки Свіслочі.  
Автори пам'ятника — архітектори Г. В. Заборський, В. А. Король, скульптори З. І. Азгур, А. О. Бембель, А. К. Глєбов, С. І. Селіханов. 

## Опис
Мінський Монумент Перемоги являє собою чотиригранний обеліск заввишки 38 метрів, обличкований сірим гранітом і завершений Орденом «Перемоги», виконаним у бронзі та смальтовій мозаїці.
Тему участі СРСР у війні з точки зору радянської пропаганди 1950-х років розкривають багатофігурні композиції бронзових тематичних горельєфів: «9 травня 1945 року», «Радянська Армія у роки Великої Вітчизняної війни», «Партизани Білорусі», «Слава полеглим героям». 
Чотири бронзових вінка довкола обеліска символізують чотири фронти Червоної Армії, бійці яких брали участь у відновленні радянської влади на території Білорусі.

## З історії монумента
Спершу розмістити величний пам'ятник перемозі у німецько-радянській війні у Мінську планувалося в іншому місці. Монумент, згідно із затвердженими офіційно умовами конкурсу, оголошеного в 1946 році, мали спорудити «на Головній площі центрального ансамблю міста». А довкола цієї площі мали постати адміністративні будівлі. Вже наявні об'єкти (будинок Центрального комітету КП(б)Б, окружний Будинок офіцерів та сквер) включалися до новостворюваного ансамблю. Таким чином, спочатку монумент мав бути зведеним приблизно в районі Жовтневої площі. Однак, первинний задум було змінено — так само, як спершу плановану висоту пам'ятника 48 метрів зменшили аж на 10 метрів, а планований матеріал обеліска (білий мармур) був змінений на сірий граніт.
Переможний у конкурсі проект мінського Монумента Перемоги авторства Г. В. Заборського, за словами самого автора, як ідея виник ще в 1942 році, оскільки його творець твердо був переконаний у перемозі СРСР у війні. Безпосередньо до встановлення монументу на площі знаходився символічний камінь, обгороджений висячими ланцюгами на 4 невеликих стовпах.
Граніт на обличкування Монумента Перемоги було доставлено з-під Дніпропетровська та Житомира (Україна), мозаїку для Ордену Перемога надіслали з Академії мистецтв у Ленінграді, а різьблення на граніті виконали українські каменярі; бронзові ж горельєфи, меч та вінки відливали ленінградські майстри заводу «Монументскульптура».
Урочисте відкриття пам'ятника було приурочено до 10-ї річниці звільнення Білорусі від німецьких військ, і відбулося в 1954 році. Відтоді монумент є окрасою столиці Білорусі, а також місцем проведення різноманітних офіційних заходів, зокрема у чергові річниці Дня Перемоги.
У день 17-ї річниці відновлення радянської влади в Мінська 3 липня 1961 року біля підніжжя монументу Перемоги було запалено Вічний вогонь.
Останні відновлювальні роботи на площі Перемоги, в тому числі й пов'язані з монументом Перемоги, були здійсненні в середині 2000-х років. Нині (кінець 2000-х) майдан і пам'ятник добре впорядковані, працює освітлення й підсвітка монументу.